# WTA Mahwah
Das WTA-Turnier von Mahwah (offiziell: United Jersey Bank Classic) war ein Damen-Tennisturnier der WTA Tour, das im Township, Mahwah im Bergen County, New Jersey, USA ausgetragen wurde.

## Siegerliste

### Einzel
| Jahr | Siegerin            | Finalgegnerin      | Ergebnis      |
| ---- | ------------------- | ------------------ | ------------- |
| 1978 | Virginia Wade       | Kerry Reid         | 1:6, 6:1, 6:4 |
| 1979 | Chris Evert         | Tracy Austin       | 6:7, 6:4, 6:1 |
| 1980 | Hana Mandlíková     | Andrea Jaeger      | 6:7, 6:2, 6:2 |
| 1981 | Hana Mandlíková     | Pam Casale         | 6:2, 6:2      |
| 1982 | Leigh-Anne Thompson | Bettina Bunge      | 7:6, 6:3      |
| 1983 | Jo Durie            | Hana Mandlíková    | 2:6, 7:5, 6:4 |
| 1984 | Martina Navratilova | Pam Shriver        | 6:4, 4:6, 7.5 |
| 1985 | Kathy Rinaldi       | Steffi Graf        | 6:4, 3:6, 6:4 |
| 1986 | Steffi Graf         | Molly Van Nostrand | 7:5, 6:1      |
| 1987 | Manuela Maleewa     | Sylvia Hanika      | 1:6, 6:4, 6:1 |
| 1988 | Steffi Graf         | Nathalie Tauziat   | 6:0, 6:1      |
| 1989 | Steffi Graf         | Andrea Temesvári   | 7:5, 6:2      |

### Doppel
| Jahr | Siegerinnen                        | Finalgegnerinnen                   | Ergebnis      |
| ---- | ---------------------------------- | ---------------------------------- | ------------- |
| 1978 | Ilana Kloss Marise Kruger          | Barbara Potter Pam Whytcross       | 6:3, 6:1      |
| 1979 | Tracy Austin Betty Stöve           | Mima Jaušovec Regina Maršíková     | 7:6, 2:6, 6:4 |
| 1980 | Martina Navrátilová Candy Reynolds | Pam Shriver Betty Stöve            | 4:6, 6:3, 6:1 |
| 1981 | Rosemary Casals Wendy Turnbull     | Candy Reynolds Betty Stöve         | 6:2, 6:1      |
| 1982 | Barbara Potter Sharon Walsh        | Rosemary Casals Wendy Turnbull     | 6:1, 6:4      |
| 1983 | Jo Durie Sharon Walsh              | Rosalyn Fairbank Candy Reynolds    | 4:6, 7:5, 6:3 |
| 1984 | Martina Navratilova Pam Shriver    | Jo Durie Ann Kiyomura              | 7:6, 3:6, 6:2 |
| 1985 | Kathy Jordan Elizabeth Smylie      | Claudia Kohde-Kilsch Helena Suková | 7:6, 6:3      |
| 1986 | Betsy Nagelsen Elizabeth Smylie    | Steffi Graf Helena Suková          | 7:6, 6:3      |
| 1987 | Gigi Fernández Lori McNeil         | Anne Hobbs Elizabeth Smylie        | 6:3, 6:2      |
| 1988 | Jana Novotná Helena Suková         | Gigi Fernández Robin White         | 6:3, 6:2      |
| 1989 | Steffi Graf Pam Shriver            | Louise Allen Laura Gildemeister    | 6:2, 6:4      |